# Caucus d'Iowa

Ubicació de l'estat d'Iowa.

El Caucus d'Iowa o assemblea partidista és un esdeveniment electoral en el qual els residents de l'estat d'Iowa (EUA) es reuneixen en assemblees electorals als 1.681 recintes d'Iowa i trien delegats a les convencions del comtat corresponents. Hi ha 99 comtats a Iowa i, per tant, 99 convencions. Aquestes convencions de comtat seleccionen llavors delegats per a ambdues eleccions: Convenció de Congrés i Convenció Estatal, en el qual finalment escullen els delegats per a la convenció nominadora a eleccions presidencials.
El Caucus d'Iowa és digne d'esment per la quantitat d'atenció que els mitjans de comunicació li donen durant anys en les eleccions presidencials. Des de 1972, l'assemblea d'Iowa ha estat l'esdeveniment electoral més important del procés de nominació per triar al President dels Estats Units. Tot i que només aproximadament l'1% dels delegats de la nació estan escollits en aquesta convenció estatal (va assignar 25 delegats Republicans en 2012), serveix com una indicació anticipada de quin candidat presidencial podria guanyar el nomenament del seu partit polític en la convenció nacional d'aquell partit, i quin podria quedar fora per falta de suport.
Al 2016, el Caucus d'Iowa per al Partit Demòcrata i el Partit Republicà es va celebrar el dilluns 1 de febrer. La data escollida pel Caucus d'Iowa dels demòcrates del 2020 és el 3 de febrer.

## Procés

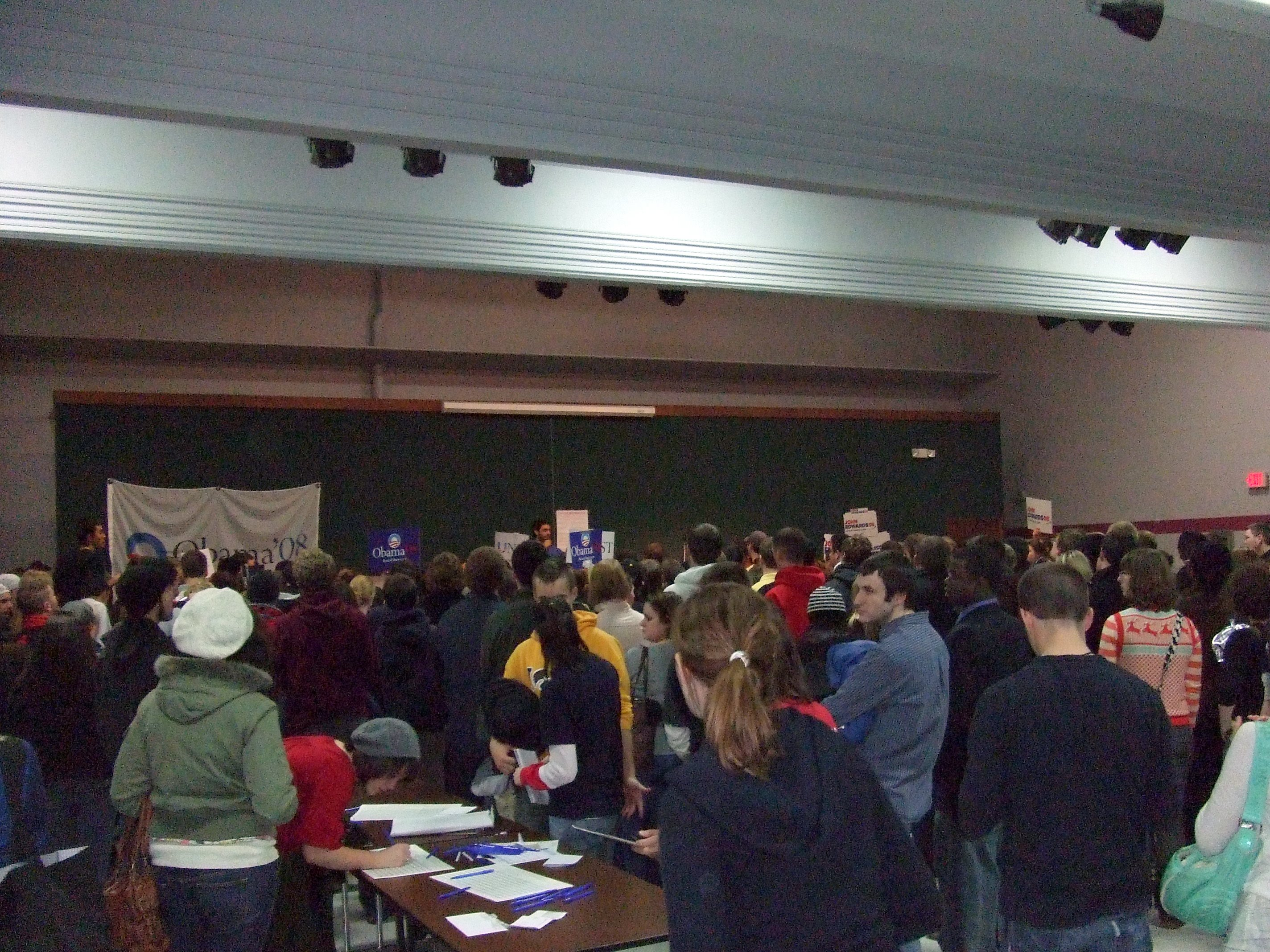
L'assemblea democràtica a Iowa City, Iwoa, al 2008

El Caucus d'Iowa opera de manera molt diferent de l'elecció primària més comuna utilitzada per la resta d'estats de EUA. Generalment, el caucus es defineix com a «reunió de veïns». Més que anar a enquestes i introduir paperetes, els habitants es reuneixen en centres comunitaris i cases particulars, en un total de 1.682 recintes. Típicament, aquestes reunions tenen lloc en escoles, esglésies, biblioteques públiques i fins i tot cases particulars. Els caucus se celebren cada dos anys, però els que reben l'atenció nacional són els de l'elecció presidencial cada quatre anys. A més de les votacions i les eleccions primàries presidencials, els participants en els caucus inicien el procés per introduir resolucions legislatives.
Els Republicans i Demòcrates controlen cadascú el seu propi de caucus, amb les seves pròpies regles particulars que canvien de tant en tant. Els participants dels caucus de cada partit han d'estat registrats en aquell partit i poden canviar la seva inscripció en el propi caucus. A més, els menors de 17 anys poden participar, a pesar que l'edat electoral normal als Estats Units és de 18 anys. Els observadors atenen als participants, mentre no participen activament al debat ni voten en el procés. Per exemple, membres dels mitjans de comunicació i personal de campanya, a més dels voluntaris, assisteixen a molts dels caucus tancats. Els joves que no poden participar en la data del caucus tenen la possibilitat d'assistir-hi com a observadors i poden participar com a voluntaris per anar a la convenció de comtat com a delegats de joventut.

### Procés del Partit Demòcrata
El procés utilitzat pels Demòcrates és més complex que el del Partit Republicà. Cada caucus divideix els seus seients de delegat entre els candidats en proporció als vots dels participants. Els participants indiquen el seu suport a un candidat en particular en estar en una àrea designada del caucus (formant un grup de preferència). Un àrea també pot ser designada per a participants indecisos. Llavors, durant aproximadament 30 minuts, els participants intenten convèncer els seus veïns perquè recolzin als seus candidats. Cada grup de preferència pot informalment delegar en uns quants membres del seu grup per intentar reclutar membres dels altres grups i, en particular, a aquells indecisos. Els participants indecisos podrien visitar cada grup de preferència per preguntar als seus membres sobre el seu candidat.
30 minuts després, s'atura temporalment el procés d'elecció i es compten els seguidors de cada candidat. Un cop s'arriba a aquest punt, els oficials del caucus determinen quins candidat són viables. Segons el nombre de delegats del comptat que han de ser escollits, la viabilitat se situa al llindar del 15 % de seguidors. Perquè un candidat pugui rebre qualsevol nombre de delegats ha de tenir el suport d'almenys el percentatge de participants requerit pel llindar de viabilitat. Una vegada aquest llindar està determinat, els participants tenen aproximadament uns altres 30 minuts de debat: els seguidors dels candidats inviables poden trobar un candidat viable a qui recolzar, poden també poden unir-se juntament amb seguidors d'altres candidats inviables per assegurar un delegat per a un del dos eliminats, o abstenir-se. Això suposa és una distinció crucial dels caucus pel que fa a les primàries, sent el segon candidat d'un votant del caucus al que pot ajudar.
Quan la votació està tancada, es realitza un recompte del resultat final, i cada caucus reparteix delegats per a la convenció de comtat. Aquests recullen la informació i la passen al partit estatal, el qual explica el nombre total de delegats per a cada candidat i informa dels resultats als mitjans de comunicació. La majoria dels participants se'n van a casa, i se'n queden uns quants per acabar la feina del caucus: cada grup de preferència escull els seus delegats, i llavors els grups debaten per triar agents de partit local i parlar sobre la plataforma. Els delegats escollits pel caucus van a un altre cauus, la convenció del comtat, per escollir delegats a la convenció de districte i convenció estatal. La majoria dels delegats a la Convenció Nacional Demòcrata estan seleccionats a la convenció de districte, i la resta se seleccionen a la convenció estatal. Els delegats de cada nivell de la convenció estan inicialment lligats per recolzar al seu candidat escollit, però més tard poden canviar el seu votm en un procés molt similar al que continua en el caucus. Tot i això, els canvis molt importants en el suport dels delegats són estranys. Els mitjans de comunicació declaren com a guanyador el candidat amb més delegats en els caucus i els caucus més tardans reben relativament poca atenció.

### Procés del Partit Republicà
Per als Republicans, el Caucus d'Iowa va precedit (i no s'ha de confondre) de l'Enquesta de Palla d'Iowa l'agost de l'any anterior. El guanyador d'aquesta enquesta va acabar sent el vencedor del Caucus d'Iowa els anys 1987, 2007 i 2011. El juny de 2015 el partit va anunciar que l'Enquesta de Palla ja no es faria més.
El procés de seleccionar delegats d'Iowa a la Convenció Nacional Republicana amb anterioritat al 2016 comença amb la selecció de delegats a les convencions de comtat. Als caucus del Partit Republicà, el candidat guanyador no només aconsegueix seguidors al caucus, sinó també seguidors disposats a servir de delegats a convencions del comtat i a votar per un altre delegat que recolza un candidat concret.
Com que els delegats escollits en els caucus no han de declarar per quin candidat tenien preferència, els mitjans de comunicació no tenen una manera objectiva de determinar l'èxit dels candidats en els caucus. Habitualment van centrar els seus pronòstics en l'enquesta no obligatòria.
Hi va haver irregularitats l'any 2012, incloent el fet que es van perdre els resultats de vuit recintes i mai es va explicar què havia passat. A causa de les irregularitats en el procés i el fet que les dades anunciades als mitjans de comunicació no corresponien als resultats del procés de selecció del delegat, es van introduir canvis en la forma d'enviament del vot a la seu del partit estatal i en com els delegats d'Iowa estan requerits per a votar. Començant l'any 2016, l'enquesta, que anteriorment era no obligatòria, esdevé el mètode obligatori de seleccionar delegats. A través d'un acord amb un mandat del Comitè Nacional Republicà, els delegats estan lligats per votar per a candidats en proporció als vots llançats per a cada candidat en el caucus.
Charlie Szold, director de comunicacions per al Partit Republicà de Iowa, dit, “hem fet un acord amb Microsoft i ells ens han construït una aplicació especial que deixa al nostre recinte uns "capitans" per informar de les dades més de pressa. Ho poden fer que aquí mateix en els seus telèfons o els ordinadors i ells ho poden fer molt amb exactitud". Szold va remarcar que els resultats estarien disponibles gairebé a temps real i es publicarien en un lloc web públic amb una vista del mapa d'Iowa.

### Procés Demòcrata de 2004
L'any 2004, les reunions van tenir lloc des de les 6:30 p.m. CT fins aproximadament a les 8 p.m del 19 de gener, amb una concurrència d'aproximadament 124.000 persones. La convenció de comtat va tenir lloc el 13 de març, la convenció de districte el 24 d'abril, i la convenció estatal el 26 de juny. Els delegats podrien i va canviar els seus vots basant-se en fets més llunyans en la carrera. Per exemple, Dick Gephardt va tenir el suport d'uns quants delegats però va abandonar la cursa, així que els delegats que li havien donat suport van escollir un candidat diferent per recolzar al comtat, el districte i a nivell estatal.
El nombre de delegats que rep cada candidat determina quants delegats estatals d'Iowa tindrà aquell candidat a la Convenció Nacional Demòcrata. Iowa envia 56 delegats a la DNC d'un total 4.366.
El 2014, el Partit Demòcrata va anunciar canvis en el sistema de caucus per deixar que participessin els membres militars a través d'un sistema satèl·lit, així com per a persones amb discapacitat o que tenen problemes per assistir físicament al caucus. També hi ha en marxa una nova llei que requereix als empresaris que poden deixar marxar als empleats per prendre part en els caucus.

### Procés de 2008
Les Assemblees del Partit Demòcrata de 2008 a Iowa va tenir lloc el 3 de gener a les 7 p.m. CT. Els candidats es van gastar desenes de milions de dòlars en anuncis televisius locals i centenars de personal pagat en dotzenes oficines de camp. Barack Obama (D) i Mike Huckabee (R) van ser els guanyadors eventuals del Caucus.

### Procés de 2012
Les assemblees de 2012 van tenir lloc el dimarts 3 de gener, començant a les 7 p.m. CT. El president Barack Obama només va tenir una oposició menor al Caucus Demòcrata i va rebre el 98% del vot, però el Caucus Republicà va estar fortament disputat entre diversos candidats, Els resultats inicials van informar que Mitt Romney va guanyar Rick Santorum per només 8 vots, però quan els resultats finals van sortir dues setmanes més tard, Santorum es va assegurar la victòria sobre Romney per un marge de 34 vots, amb Ron Paul en tercera posició.
Els resultats van ser certificats pel Caucus però no pel partit Republicà, qui ho va declarar una decisió de ruptura a causa de la desaparició dels informes de 8 recintes, però més tard va certificar Santorum com a guanyador. El guanyador va canviar encara una altra vegada quan el total de delegats d'Iowa finalment va determinar donar a Ron Paul la victòria juntament amb diversos altres estats el mateix cap de setmana.

## Guanyadors passats
Nota: els candidats en negreta finalment van guanyar el nomenament del seu partit. Els candidats també en la cursiva posteriorment va guanyar l'elecció general.

### Demòcrates
- 1972 (gener 24): "Uncommitted" (36 %), Edmund Muskie (36 %), George McGovern (23 %), Hubert Humphrey (2 %), Eugene McCarthy (1 %), Shirley Chisholm (1 %), i Henry M. Jackson (1 %)[20]
- 1976 (gener 19): "Uncommitted" (37 %), Jimmy Carter (28 %) Birch Bayh (13 %), Fred R. Harris (10 %), Morris Udall (6 %), Sargent Shriver (3 %), i Henry M. Jackson (1 %)
- 1980 (gener 21): Jimmy Carter (59 %) i Ted Kennedy (31 %)
- 1984 (febrer 20): Walter Mondale (49 %), Gary Hart (17 %), George McGovern (10 %), Alan Cranston (7 %), John Glenn (4 %), Reubin De reüll (3 %), i Jesse Jackson (2 %)
- 1988 (febrer 8): Dick Gephardt (31 %), Paul Simon (27 %), Michael Dukakis (22 %), i Bruce Babbitt (6 %)
- 1992 (febrer 10): Tom Harkin (76 %), "Uncommitted" (12 %), Paul Tsongas (4 %), Bill Clinton (3 %), Bob Kerrey (2 %), i Jerry Brown (2 %)
- 1996 (febrer 12): Bill Clinton (98 %), "Uncommitted" (1 %), Ralph Nader (1 %)
- 2000 (gener 24): Al Gore (63 %) i Bill Bradley (37 %)
- 2004 (gener 19): John Kerry (38 %), John Edwards (32 %), Howard Dean (18 %), Dick Gephardt (11 %), i Dennis Kucinich (1 %)
- 2008 (gener 3): Barack Obama (38 %), John Edwards (30 %), Hillary Clinton (29 %), Bill Richardson (2 %), Joe Biden (1 %)[21]
- 2012 (gener 3): Barack Obama (98 %), "Uncommitted" (2 %)[15]
- 2016 (febrer 1): Hillary Clinton (49,9 %), Bernie Sanders (49,6 %)

### Republicans
- 1976 (gener 19): Gerald Ford (45 %) i Ronald Reagan (43 %)
- 1980 (gener 21): George H. W. Bush (32 %), Ronald Reagan (30 %), Howard Forner (15 %), John Connally (9 %), Phil Crane (7 %), John B. Anderson (4 %), i Bob Dole (2 %)
- 1984 (febrer 20): Ronald Reagan (unopposed)
- 1988 (febrer 8): Bob Dole (37 %), Pat Robertson (25 %), George H. W. Bush (19 %), Jack Kemp (11 %), i Pete Dupont (7 %)
- 1992 (febrer 10): George H. W. Bush (unopposed)
- 1996 (febrer 12): Bob Dole (26 %), Pat Buchanan (23 %), Lamar Alexander (18 %), Steve Forbes (10 %), Phil Gramm (9 %), Alan Keyes (7 %), Richard Lloc (4 %), i Morry Taylor (1 %)
- 2000 (gener 24): George W. Bush (41 %), Steve Forbes (31 %), Alan Keyes (14 %), Gary Bauer (9 %), John McCain (5 %), i Orrin Escotilla (1 %)
- 2004 (gener 19): George W. Bush (unopposed)
- 2008 (gener 3): Mike Huckabee (34 %), Mitt Romney (25 %), Fred Thompson (13 %), John McCain (13 %), Ron Paul (10 %), Rudy Giuliani (4 %), i Duncan Hunter (1 %)
- 2012 (gener 3): Rick Santorum (25 %), Mitt Romney (25 %), Ron Paul (21 %), Newt Gingrich (13 %), Rick Perry (10 %), Michele Bachmann (5 %), i Jon Huntsman (0.6 %)[17]
- 2016 (febrer 1): Ted Cruz (27.6 %), Donald Trump (24.3 %), Marco Rubio (23,1 %), Ben Carson (9,3 %)

## Crítica
Els participants en el caucus dels Demòcrates, a diferència dels Republicans que emeten el seu vot en una papereta secreta, han de declarar públicament la seva opinió i el seu vot, fet que pot portar a problemes habituals com la pressió dels veïns o la vergonya d'expressar l'opinió sobre un candidat. Els participants són sovint requerits per escoltar a discursos de dirigents polítics locals.
Un Caucus d'Iowa pot durar al voltant de dues hores, impedint a les persones que han de treballar, estant malaltes o han de cuidar els fills de poder votar.
Cada vot pot ser mesurat de manera diferent segons el seu passat registrat votant. La representació en els caucus ha tingut una concurrència tradicionalment baixa. Hi ha altres persones que qüestionen la característica d'haver-hi caucus en alguns estats de manera permanent, mentre que s'ingnora sistemàticament la resta del país.
Els arguments a favor dels caucus inclouen la creença que ajuden a motivar els participants més que no pas una papereta per votar. A més, molts caucus-goers els consideren més interessants perquè són més interactius que unes primàries. Un un altre argument a favor és que caucus-goers aconsegueix més informació abans d'emetre el seu vot, així que aquells votants potencials tindran més informació sobre el candidat escollit. L'any 2016, quan part del Partit Demòcrata d'Iowa (IDP), amb la voluntat per expandir la participació en el Caucus d'Iowa, van obrir un sistema electrònic per primera vegada, el Tele-Caucus, per als membres militars que serveixen fora de l'estat i els ciutadans que viuen a l'estranger. L'objectiu és millorar l'accessibilitat i la participació del Caucus.